# سیارک ۱۱۴۴۲
سیارک ۱۱۴۴۲ (به انگلیسی: 11442 Seijin-Sanso، نامگذاری:1976UN14) یازده هزار و چهارصد و چهل و دومین سیارک کشف شده‌است که در ۲۲ اکتبر ۱۹۷۶ کشف شد.
قدر مطلق سیارک برابر ۱۷.۸ است.